# Артюшино (Ярославская область)
Артю́шино — деревня Макаровской сельской администрации Судоверфского сельского поселения Рыбинского района Ярославской области.
Деревня расположена на пригородной безлесой равнине, на правом берегу безымянного левого притока Фоминского ручья, западнее железнодорожной ветки местного промышленного назначения, ведущей от станции Рыбинск на левый берег Волги через плотину и шлюзы Рыбинского водохранилища. Деревня имеет одну улицу, ориентированную вдоль ручья. На противоположном берегу ручья стоит деревня Савино. Просёлочная дорога вниз по правому берегу Фоминского ручья через Колосово и Малинники ведёт к дороге Рыбинск—Переборы, а через Колосово, Скороду и посёлок Юбилейный к дороге Рыбинск—Глебово .
Деревня указана на плане Генерального межевания Рыбинского уезда конца XVIII века как деревня Артишина.
На 1 января 2007 года в деревне числилось 4 постоянных жителя . Почтовое отделение Рыбинск-16 (Переборы) обслуживает в деревне Артюшино 15 домов. Улицы не именуются .